# Tây Ninh, Thanh Hải
Tây Ninh (tiếng Trung giản thể: 西宁, phồn thể: 西寧, tiếng Tạng: ཟི་ནིང་; bính âm: Xīníng, Wylie: Zi-ning) là một địa cấp thị, tỉnh lỵ của tỉnh Thanh Hải, Trung Quốc. Loài hoa biểu tượng của thành phố này là đinh hương còn loài cây biểu tượng là cây liễu.

## Địa lý
Thành phố Tây Ninh nằm phía đông tỉnh Thanh Hải, nằm bên bờ sông Hoàng Thủy Hà, có vị trí địa lý:
- Phía đông  giáp thành phố Hải Đông
- Phía bắc và phía nam giáp châu tự trị Hải Bắc
- Phía nam giáp châu tự trị Hải Nam.

Thành phố Tây Ninh có diện tích là 7.472 km² (phần thị hạt khu là 350 km² và tọa độ: 36°38′B 101°46′Đ / 36,633°B 101,767°Đ).
Thành phố có Sân bay quốc tế Tào Gia Bảo Tây Ninh.

## Hành chính
Thành phố Tây Ninh 7 đơn vị hành chính cấp huyện, bao gồm:
- 5 quận: Thành Bắc, Thành Đông, Thành Tây, Thành Trung, Hoàng Trung
- 1 huyện: Hoàng Nguyên
- 1 huyện tự trị dân tộc Hồi, Thổ: Đại Thông

## Lịch sử

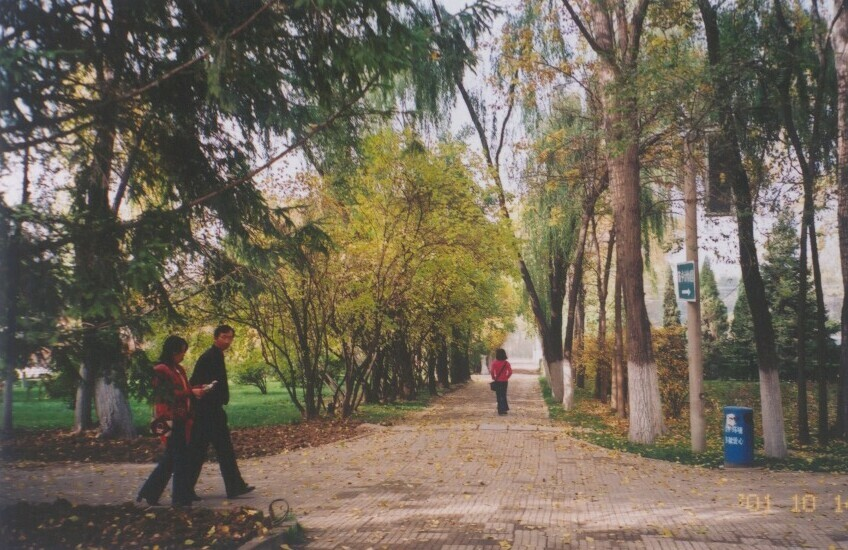
Công viên nhân dân Tây Ninh (西宁人民公园); công viên lớn với vườn thú, hồ và nơi vui chơi giải trí cho trẻ em.

Tây Ninh đã từng là trung tâm thương mại chính trên hành trình của các đoàn buôn tới Tây Tạng, đặc biệt là gỗ, len và muối.
Tây Ninh cũng đã từng là thủ phủ đặc quyền ngoại giao của vùng lãnh thổ Koko Nor và nó còn thuộc về Cam Túc cho tới tận năm 1928, khi nó trở thành thủ phủ của tỉnh Thanh Hải mới được thành lập.
Việc xây dựng đường quốc lộ dẫn tới bồn địa Qaidam giàu khoáng sản và sự hoàn thành việc nối liền với hệ thống đường sắt của Trung Quốc năm 1959, thông qua Lan Châu tại tỉnh Cam Túc đã thúc đẩy sự phát triển công nghiệp.

## Kinh tế - xã hội
GDP đầu người năm 2005 là 6.676,12 ¥ (tương đương 844 USD) xếp thứ 382/659 thành phố Trung Quốc. Ngành nghề chính: đánh sợi len, dệt may, lông thú, sữa, muối, công nghiệp nhẹ.

### Vụ động đất Tây Ninh
Vụ động đất diễn ra ngày 22 tháng 5 năm 1927 với cường độ đạt tới 8,6 độ Richter. Nó là một trong những vụ động đất gây chết người nhiều nhất với tổng số 200.000 người tử vong. Nó cũng gây ra các vết rạn nứt đất lớn.

### Giáo dục
- Đại học Thanh Hải (青海大学)
- Đại học sư phạm Thanh Hải (青海师范大学)
- Viện y học Thanh Hải (青海医学院)

Lưu ý: Các trường không có chương trình cử nhân trọn vẹn không được liệt kê.

## Dân số

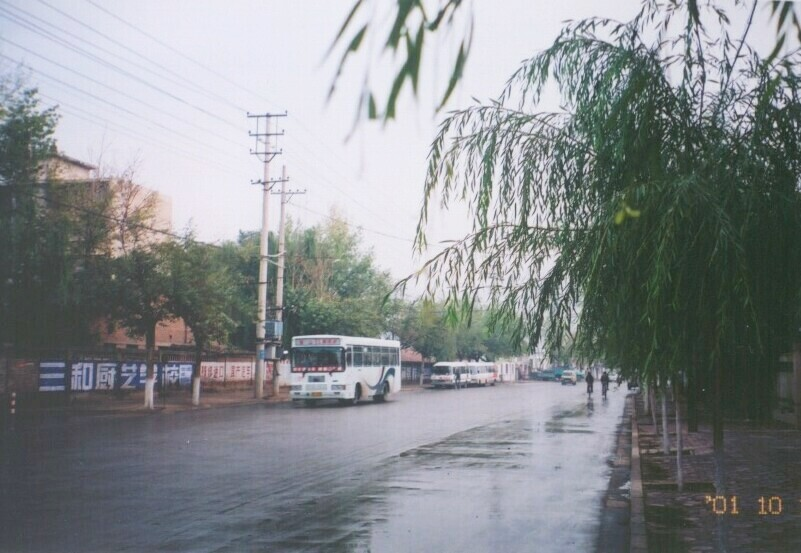
Nam Xuyên tây lộ (南川西路); cảnh đường phố Tây Ninh

Năm 2006, dân số thành phố Tây Ninh khoảng 2.095.000 người, trong đó dân nội thị 1.029.000 người.